# Santa Gertrudis, Chihuahua
Santa Gertrudis är en ort i Mexiko.   Den ligger i kommunen Saucillo och delstaten Chihuahua, i den nordvästra delen av landet, 1 100 km nordväst om huvudstaden Mexico City. Santa Gertrudis ligger 1 411 meter över havet och antalet invånare är 759.
Terrängen runt Santa Gertrudis är platt åt nordost, men åt sydväst är den kuperad. Runt Santa Gertrudis är det mycket glesbefolkat, med 2 invånare per kvadratkilometer. Santa Gertrudis är det största samhället i trakten. Omgivningarna runt Santa Gertrudis är i huvudsak ett öppet busklandskap.